# Загорские штрукли
Загорские штрукли (хорв. Zagorski štrukli) — популярное традиционное хорватское блюдо родом из Хорватского Загорья и Загреба. Популярность штруклей у местного населения переросла пределы Крапинско-Загорской и Вараждинской жупаний, и поэтому их сегодня зачастую готовят с целью популяризации хорватской гастрономии в мире. Штрукли представляют собой мучное блюдо с сыром и яйцами, которое поливается сливочным маслом, сливками или соусом. Это очень нежное блюдо нужно есть вилкой. Загорские штрукли родственны традиционным словенским штруклям (словен. Štruklji).

## Приготовление
Штрукли можно приготовить двумя способами: путём варки и выпекания. Тесто, наполненное коровьим сыром, используется в обоих методах. Отваренные в подсоленной воде штрукли поливают растопленным жиром и посыпают поджаренными хлебными крошками, а также подают в ароматном супе. Запечённые штрукли перед термической обработкой дополнительно поливают сливками.
Для приготовления штруклей необходимо замесить тесто из муки, соли, одного яйца, тёплой воды, добавить уксуса и масла, дать немного полежать, потом хорошо раскатать его и наполнить смесью коровьего сыра, соли, яиц и сметаны с добавлением сахара для сладких штруклей. Наполненное тесто быстро заворачивают с помощью скатерти, а затем разделяют на подушечки, которые затем готовят выбранным способом.

## Культурное наследие
В 2007 году загорские штрукли были внесены в список нематериального культурного наследия Хорватии, который ведёт Министерство культуры Хорватии.
В городке Кумровец с 2009 года проводится Штруклиада — специальное мероприятие, организованное с целью продвижения и сохранения традиционного метода приготовления штруклей, которое из года в год привлекает всё больше местных жителей и зарубежных гостей.